# K Mototechně
K Mototechně je úzká ulice v Hloubětíně na Praze 14, která vede od náměstí Ve Starém Hloubětíně, kterým prochází ulice Hloubětínská, směrem k ulici Poděbradské, má však slepé zakončení, dále se dá projít jen pěšky. Nazvána je podle své polohy, dobře zásobená Mototechna "U Maškové" se v době socialismu nacházela nedaleko na adrese Hloubětínská 16/11. Ulice vznikla a byla pojmenována v roce 1975, komunikace je ovšem mnohem starší a existovala už ve středověku. Po obou stranách jsou usedlosti, jejichž historii lze bezpečně vysledovat až do 16. století.

## Budovy a instituce
- Usedlost čp. 18, Poděbradská 18/104, kdysi Wagnerovský grunt.
- Usedlost čp. 19, Poděbradská 19/106, kdysi Antochův grunt. Podle pověsti v tomto domě bydlel kuchařský rod Baštů. Jeden člen tohoto rodu připravoval pokrmy pro samotného císaře Rudolfa II. Kuchař to byl tak výtečný, že se od té doby dobrému jídlu říká bašta. Možná toho rčení pochází až z 19. století, kdy jiný člen téhož rodu vařil u hraběnky v Jirnech a zemřel jako devadesátiletý v roce 1935.[2][3]